# Maximiliano III, Arquiduque da Áustria
Arquiduque Maximiliano III de Áustria (Wiener Neustadt, 12 de outubro de 1558 - Viena, 2 de novembro de 1618).
Filho do Sacro Imperador Romano-Germânico, Maximiliano II e da Infanta espanhola Maria de Habsburgo.
A partir de 1585, foi designado Grão Mestre da Ordem Totonica e administrador da Prussia. Em 1587, depois da morte de Estevão Báthory, foi candidato a Rei da Polônia, concorrendo contra Sigismundo Vasa, que ganhou a eleição em 19 de agosto de 1587. Em resposta, Maximiliano levou a terras polacas um exercito, com o intuito de impor-se como novo monarca. Logo que a guerra começou, suas tropas foram derrotadas por Jan Zamoyski, fiel a Sigismundo, na batalha de Byczyna e Maximiliano foi encarcerado. Sua libertação foi realizada graças a intervenção do papa Sisto V. Em 1589, renunciou formalmente a suas pretensões ao trono polaco.
De 1583 a 1595 foi Governador da Áustria Anterior, e a partir de 1612, do Tirol, de onde impulsionou fortemente a contrarreforma e promoveu o Arquiduque Fernando II para que fosse eleito imperador do Sacro Império Romano-Germânico.